# Хултин, Текла
Текла Йоханна Виргиния Хултин (фин. Thekla (Tekla) Johanna Virginia (Wirginia) Hultin, 1864—1943) — финский общественный и государственный деятель; первая в Финляндии женщина — доктор философии. Известный журналист: работала в газете «Пяйвялехти», затем занимала должность главного редактора газеты «Исянмаан Юстявя».
После того, как газета была закрыта властями, начала активно заниматься политикой, работала секретарём Леопольда Мехелина, стала заметной фигурой политической жизни Финляндии начала XX века. Боролась как против политики русификации, проводимой российскими властями, так и против шведского засилья. Первый председатель «Финляндского женского союза». Член финского парламента (1908—1924), член городского совета Хельсинки (1924—1930).

## Биография
Текла Хултин родилась 18 апреля 1864 года в Великом княжестве Финляндском, в общине Яаккима в Ладожской Карелии (сейчас от этого названия сохранилась станция Яккима в Лахденпохском районе республики Карелии, Россия) в семье Юлиуса Хултина и Эдлы Катарины Савандер. Её отец был мелким чиновником — составителем подушного списка населения (henkikirjoittaja). Всего в семье было пятеро детей — все дочери, Текла была из них самой старшей.

### Образование

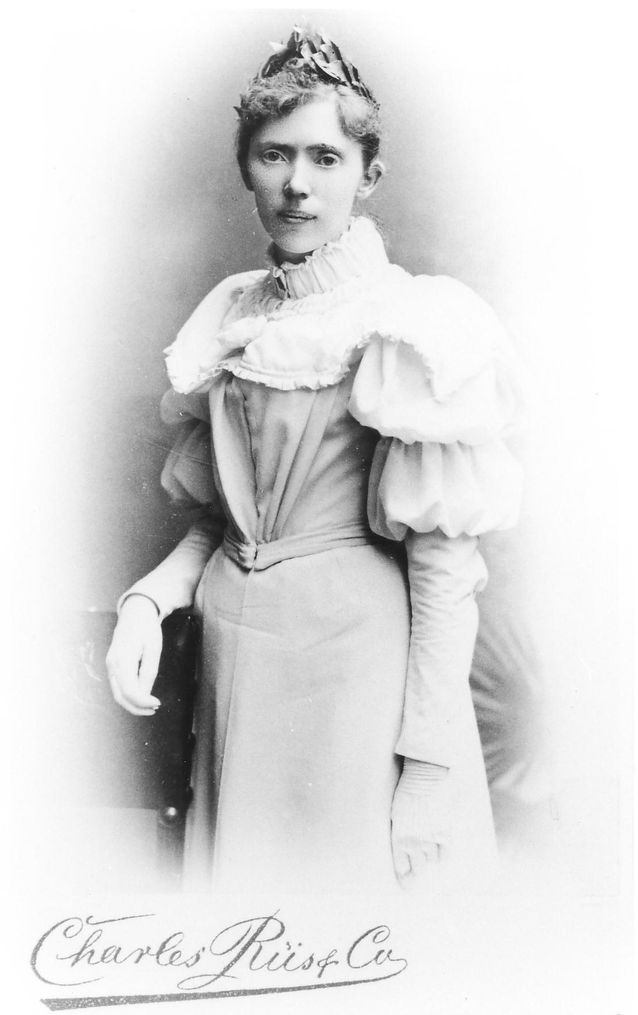
Фотография юной Теклы Хултин

Училась в частных школах для девочек: сначала в Сортавала (1874—1878), затем в Хамина (1878—1881). С 1883 по 1885 училась в Хельсинкском финской училище (Helsingin suomalainen jatko-opisto). В 1886 году начала обучение в Императорском Александровском университете (сейчас — Хельсинкский университет). В 1891 году стала кандидатом философии, в 1894 году — магистром философии. Докторскую диссертацию, посвящённую горному делу в Финляндии, Хултин писала, уже являясь штатным сотрудником газеты «Пяйвялехти». Защита диссертации состоялась 11 декабря 1896. Хултин стала первой женщиной в Финляндии, ставшей доктором философии.
Преподавала в Хямеэнлинна в местной школе для девочек (сейчас — Общая школа в Хямеэнлинна). Занималась переводами экономической литературы со шведского и немецкого языка на финский.
Работала личным секретарём известного политического деятеля Лео Мехелина, который, как она писала в своих воспоминаниях, очень часто «оказывался в самом центре, творя историю Финляндии». О времени работы у Мехелина она отзывалась очень тепло, как о самом большом счастье в своей жизни (se on ollut elämäni suurin onni).
С 1893 по 1901 год была штатным корреспондентом в газете «Пяйвялехти». В 1900 году, уже будучи опытным и известным журналистом, согласилась стать главным редактором газеты «Исянмаан Юстявя» («Друг отечества», «Патриот»), однако уже в конце 1900 года газета была закрыта по приказу генерал-губернатора Николая Бобрикова. Это событие принесло Хултин, с одной стороны, ещё большую известность, но, одновременно, поставило под вопрос её дальнейшее пребывание на родине — она стала ожидать своей очереди на высылку, как это уже произошло со многими патриотически настроенными её знакомыми, однако высылки не последовало.

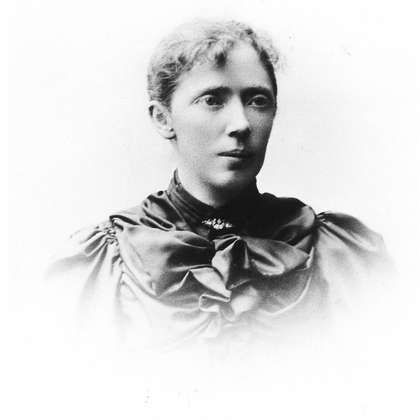

В июле 1901 году Хултин удалось получить должность второго статистика в Центральном статистическом бюро (Tilastollinen päätoimisto) (сейчас — Статистический центр); она оставалась на этой работе до 1929 года (одно время она хотела претендовать на должность первого статистика, однако ей дали понять, что не стоит даже пытаться).

### Политическая деятельность
Занимала различные технические должности в четырёхсословном финляндском сейме: была секретарём общественной комиссии по ходатайствам (1897), секретарём хозяйственной комиссии сейма (1900).
С 1901 по 1904 год была секретарём центрального комитета Финляндской промышленной комиссии.
В 1906 году сейм принял решение об упразднении в Финляндии сословного представительства и введении всеобщего и равного избирательного права, включая право женщин избирать и быть избранными. Сели Мехелин, дочь Лео Мехелина, заявила, что на тех, от кого зависело принятие этого исторического решения, больше всего повлияла именно политическая деятельность Теклы Хултин.
В 1907 году Текла Хултин была кандидатом в эдускунту (финский парламент, заменивший после реформы 1906 года сословный сейм) от Младофинской партии на первых всеобщих выборах, однако избрана не была. И в целом первые всеобщие выборы не оправдали надежд женщин, поскольку в 200-местный парламент было избрано всего 19 представителей женского пола. Для объединения усилий летом 1907 года в Хельсинки состоялось собрание женщин, на котором было принято решение о создании новой общественной организации, «Финляндского женского союза». Первым председателем организации была избрана Текла Хултин. Союз занимался вопросами расширения и улучшения образования среди женщин, улучшения социального положения женщин, а также вопросами межклассового сотрудничества, основанного на общенациональных интересах.
В 1908 году на вторых всеобщих выборах Текла Хултин была избрана депутатом парламента от западного избирательного округа Выборгской губернии. Хултин активно занималась делами Женского союза, но вскоре после своего избрания депутатом, в 1909 году, передала пост председателя организации своей соратнице по Младофинской партии Лусине Хагман, а сама сосредоточилась на депутатских обязанностях. Парламентские выборы в те годы проходили довольно часто — и Хултин каждый раз переизбиралась от своего округа. В общей сложности она была депутатом парламента почти 16 лет: с 1 августа 1908 года по 30 апреля 1924 года. Известно, что она довольно часто выступала в парламенте, при этом её выступления в большинстве своём отличались сугубо деловым стилем. С момента избрания в парламент состояла в парламентской группе Младофинской партии, а с 5 ноября 1918 года до конца своей деятельности в парламенте — в парламентской группе партии Национальная коалиция.
С 1924 по 1930 год была членом городского совета Хельсинки. На Президентских выборах в 1925 году была членом коллегии выборщиков от Национальной коалиции.
В 1930-х годах были опубликованы её дневники: в 1935 году вышел первый том, охватывавший период с 1899 по 1914 год, в 1938 году — второй том (до 1918 года). Умерла 31 марта 1943 года в Хельсинки.

## Взгляды, личность, семья
По воспоминания самой Хултин, ещё до поступления в университет она была сторонником эволюционного учения, а также «признанным фенноманом».
С юности у неё было множество поклонников (среди них, в частности, можно назвать журналиста и политика Юлиуса Люлю), однако замужем она никогда не была, детей не имела. Самыми близкими людьми для неё всегда оставались сёстры.
Соратницы Хултин по общественной деятельности характеризовали её как всё знающую и всем интересующуюся, бойкую и изобретательную, мыслящую «по-мужски». Вместе с тем, финский политик Хенрик Ренвалл однажды написал в газете, что «какой бы мужественной Текла Хултин ни была, в её душе бушевали по-женски сильные волны мучений, ожиданий и разочарований». Близкая подруга Теклы как-то сказала, что если для увековечивания памяти о других людях подходит скульптура, то «для Теклы нужно возвести фонтан».

## Избранная библиография
- Historiallisia tietoja Suomen vuoritoimesta Ruotsin vallan aikana // Suomen teollisuushallituksen tiedonantoja XXVI. 1897.
- Taistelun mies : piirteitä Jonas Castrenin elämästä ja toiminnasta. 1927.
- Päiväkirjani kertoo I : 1899—1914. 1935.
- Päiväkirjani kertoo II : 1914—1918. 1938.

## Память
С 1911 года в хельсинкском музее Атенеум, центральном художественном музее Финляндии, хранится написанная в 1905 году картина известного финского художника Ээро Ярнефельта «Портрет Теклы Хултин».
В районе Хельсинки Катаянокка на стене дома, в котором жила Хултин, установлена памятная доска. Весной 2014 года, к 150-летию со дня рождения, в самом центре Хельсинки площадь, расположенная между домой прессы Саноматало и музеем современного искусства «Киасма», была названа именем Теклы Хултин — Tekla Hultinin Aukio. В решении городской комиссии по планированию было сказано, что площадь названа в честь Хултин в знак уважения к ней как к журналисту и депутату парламента.

## Комментарии
1. ↑  Финское имя Текла (Thekla, Tekla) соответствует русскому имени Фёкла.
2. ↑  На территории Великого княжества Финляндского действовал григорианский календарь.
3. ↑  На сайте эдускунты говорится о том, что доктором философии Текла Хултин стала в 1897 году[5].